# Ameriprise Financial
Ameriprise Financial ist ein US-amerikanischer Finanzdienstleister mit Sitz in Minneapolis, Vereinigte Staaten. Es ist zugleich eine Bank Holding. Das Unternehmen ist an der New York Stock Exchange gelistet.
Das Unternehmen bietet Produkte und Dienstleistungen im Bereich Finanzplanung an, darunter Vermögensverwaltung, Versicherungen, Renten und Nachlassplanung.
Im Jahr 2024 erwirtschaftete das Unternehmen 65 % seines Umsatzes im Bereich Vermögensverwaltung.
Ameriprise war ehemals ein Geschäftsbereich von American Express, das im September 2005 die Ausgliederung des Unternehmens abschloss. 
Das Unternehmen belegt im Februar 2025 Platz 230 des Rankings Fortune 500. Es ist eines der größten Finanzunternehmen der USA und zählt zu den 25 größten Vermögensverwaltern der Welt. 

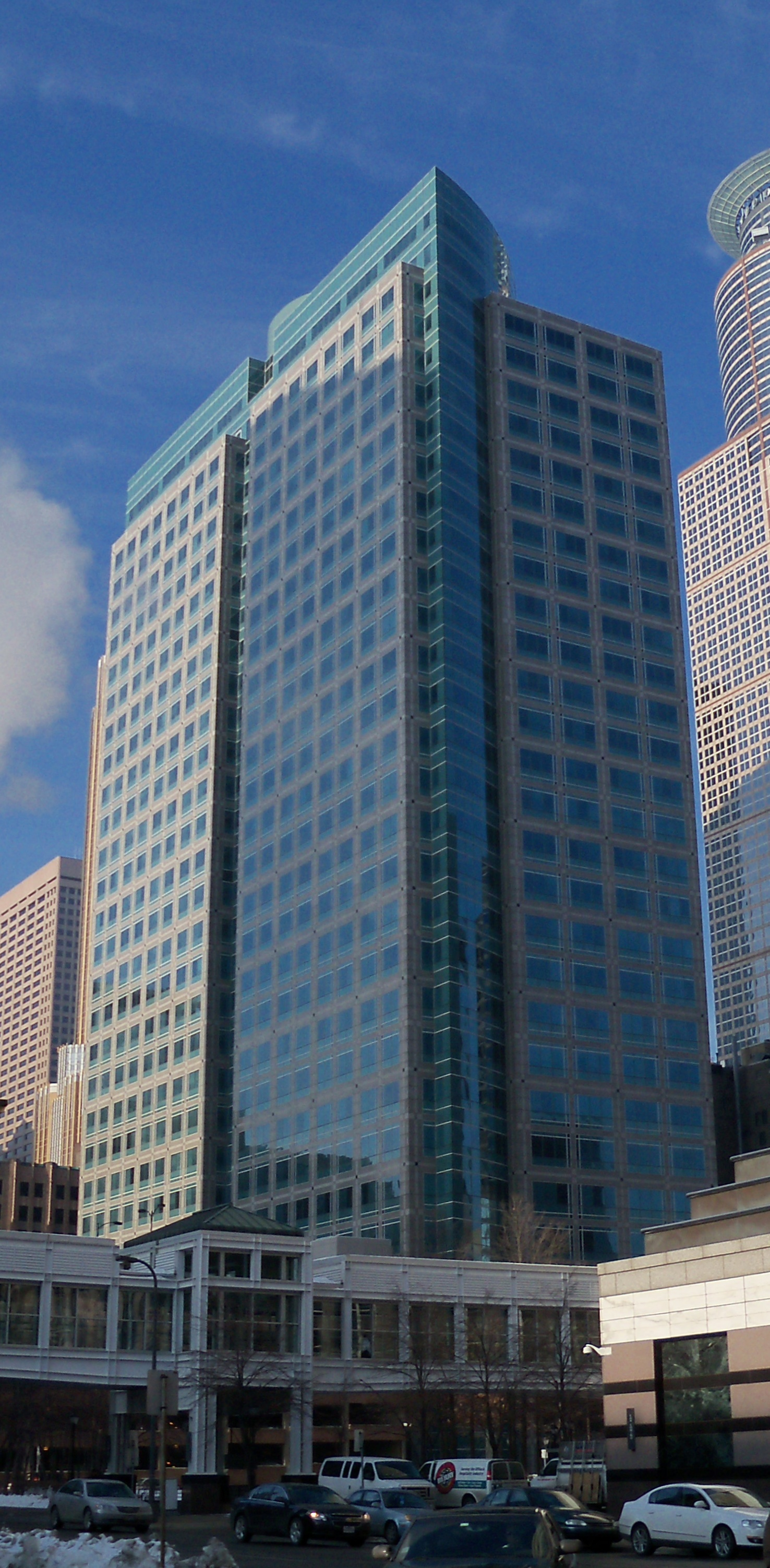
Hauptquartier Ameriprise Financial in Minneapolis

## Geschäftsbereiche
Das Unternehmen ist auf die Altersvorsorgeplanung für vermögende Kunden spezialisiert. Es bietet variable Renten sowie Lebens- und Invaliditätsversicherungen an. Darüber hinaus betreibt es die Ameriprise Bank, FSB, die eine Vielzahl von Bank- und Kreditprodukten sowie Treuhand- und damit verbundene Dienstleistungen anbietet. Seit 2015 firmiert der Vermögensverwaltungszweig unter dem Namen Columbia Threadneedle Investments. In den USA nutzt das Unternehmen drei Hauptmarken: Ameriprise Financial, Columbia Management und RiverSource. 
Ameriprise Financial Services, eine Tochtergesellschaft für Finanzplanung und Einzelhandelsvertrieb, ist ein registrierter Broker und Anlageberater.  Das Unternehmen verfügt über ein Netzwerk von Finanzberatern und registrierten Vertretern. RiverSource ist die Marke für die Rentenprodukte des Unternehmens und für die von den RiverSource Life-Gesellschaften herausgegebenen Absicherungsprodukte, einschließlich Lebens- und Berufsunfähigkeitsversicherungen.

## Geschichte
Das Unternehmen wurde 1894 von John Elliott Tappan in Minneapolis ursprünglich als Investors Syndicate gegründet. Am Ende des gleichen Jahres verwaltete die Firma ein Vermögen von 2500 $. Bis zum Jahre 1914 war dieses auf 1 Mio. $ angestiegen. 1925 kaufte der Unternehmer John R. Ridgeway Investors Syndicate vom Gründer John Tappan und seinen Partnern. In den Jahren nach dem Börsencrash 1929 zahlte das Investors Syndicate den Zertifikatsinhabern bei Fälligkeit alle Schulden pünktlich zurück. Im Jahre 1940 wurde mit Investors Mutual Fund der erste Investmentfonds gegründet. Investors Stock Fund und Investors Selective Fund folgten 1945.
Ruth Abrahamson trat 1946 in das Unternehmen ein und wurde später die erfolgreichste Vertriebsmitarbeiterin des Landes. 1949 wurde der Name Investors Syndicate in Investors Diversified Services geändert. 1957 wird die Investors Syndicate Life Insurance and Annuity Company gegründet und 1973 in IDS Life Insurance Company umbenannt. 1984 übernahm die American Express Company  die Firma IDS und gründete American Express Financial Advisors. 1995 änderte IDS seinen Namen in American Express Financial Advisors (AEFA). AEFA übernahm Dynamic Ideas LLC, die quantitative Plattform von RiverSource Investments, 2002. 
2003 hat AEFA Threadneedle Asset Management, eine führende britische Investmentfirma, übernommen. 2005 Ameriprise Financial wurde durch ein Spin-off zu einem unabhängigen börsennotierten Unternehmen. Der Börsenhandel beginnt am 3. Oktober an der NYSE. Die Marke RiverSource wird angekündigt. Mit der Übernahme von Columbia Management im Jahr 2010 wurde Ameriprise Financial zum achtgrößten Manager langfristiger US-Investmentfondsvermögen.
Mit der Einführung der Marke Columbia Threadneedle Investments im Jahr 2015 gehört das Unternehmen zu den 50 größten globalen Vermögensverwaltungsunternehmen. Das verwaltete und betreute Vermögen überschreitet im Jahr 2020 die Schwelle von 1 Billion US-Dollar.